# تشارلي سميث (ملحن)
تشارلي سميث (بالإنجليزية: Charlie Smith)‏ هو عازف جاز وملحن ومنتج أسطوانات أمريكي، ولد في 30 يناير 1979 في كشمير في الولايات المتحدة.

## وصلات خارجية
- الموقع الرسمي